# 23749 Thygesen
23749 Thygesen là một tiểu hành tinh vành đai chính với chu kỳ quỹ đạo là 1233.1561151 ngày (3.38 năm).
Nó được phát hiện ngày 22 tháng 5 năm 1998.